# Zygaenidae
Famille
Les Zygaenidae sont une famille de lépidoptères (papillons) appartenant à la super-famille des Zygaenoidea.

## Systématique
La famille des Zygaenidae a été décrite par l'entomologiste français Pierre André Latreille en 1809.
Elle comporte quatre sous-familles :
- Zygaeninae Latreille, 1809
- Procridinae Boisduval, 1828
- Chalcosiinae Walker, [1865]
- Callizygaeninae

Elle compte environ 170 genres et plus de 1 000 espèces.

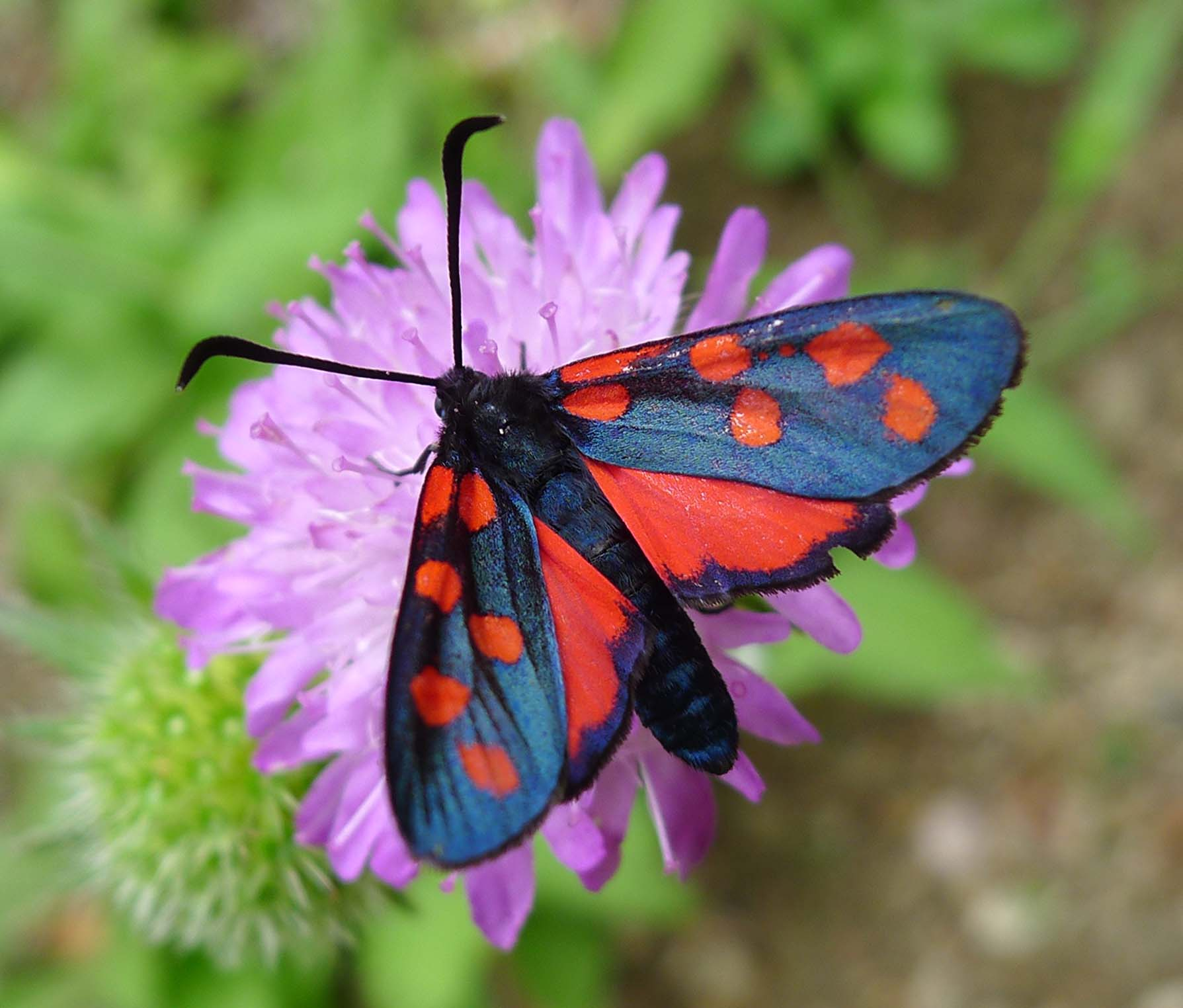
Zygaeninae Zygaena transalpina
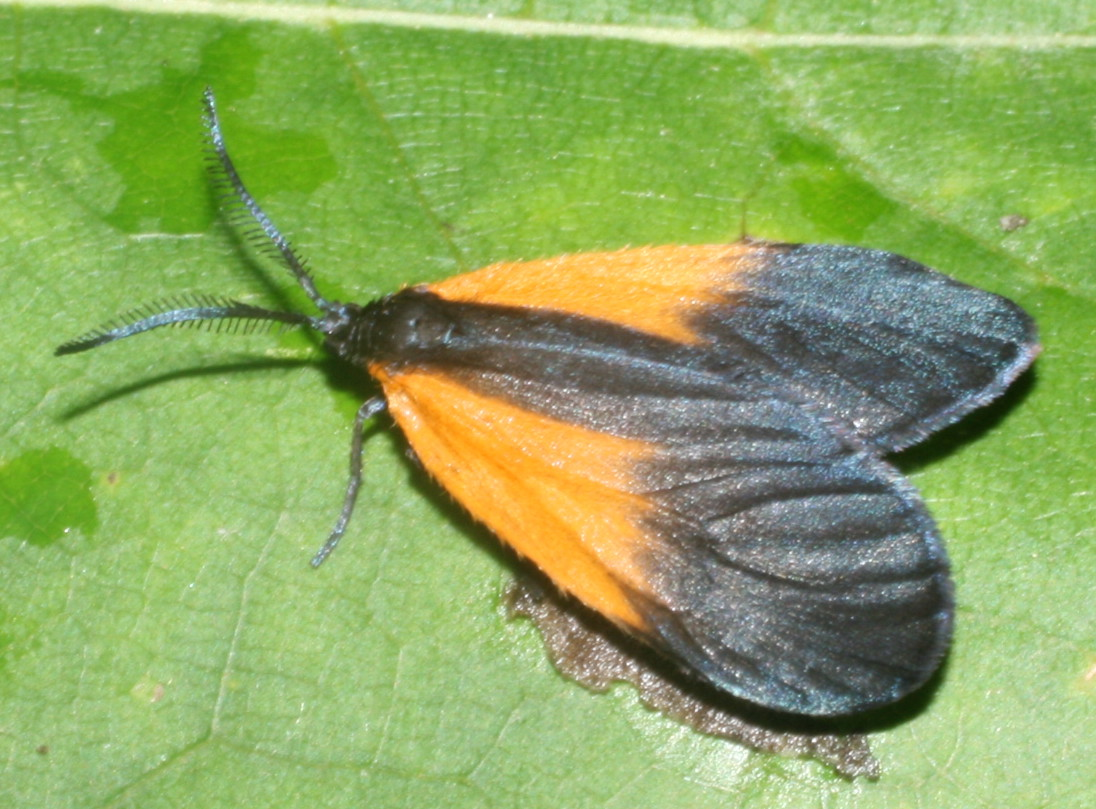
Procridinae Pyromorpha dimidiata
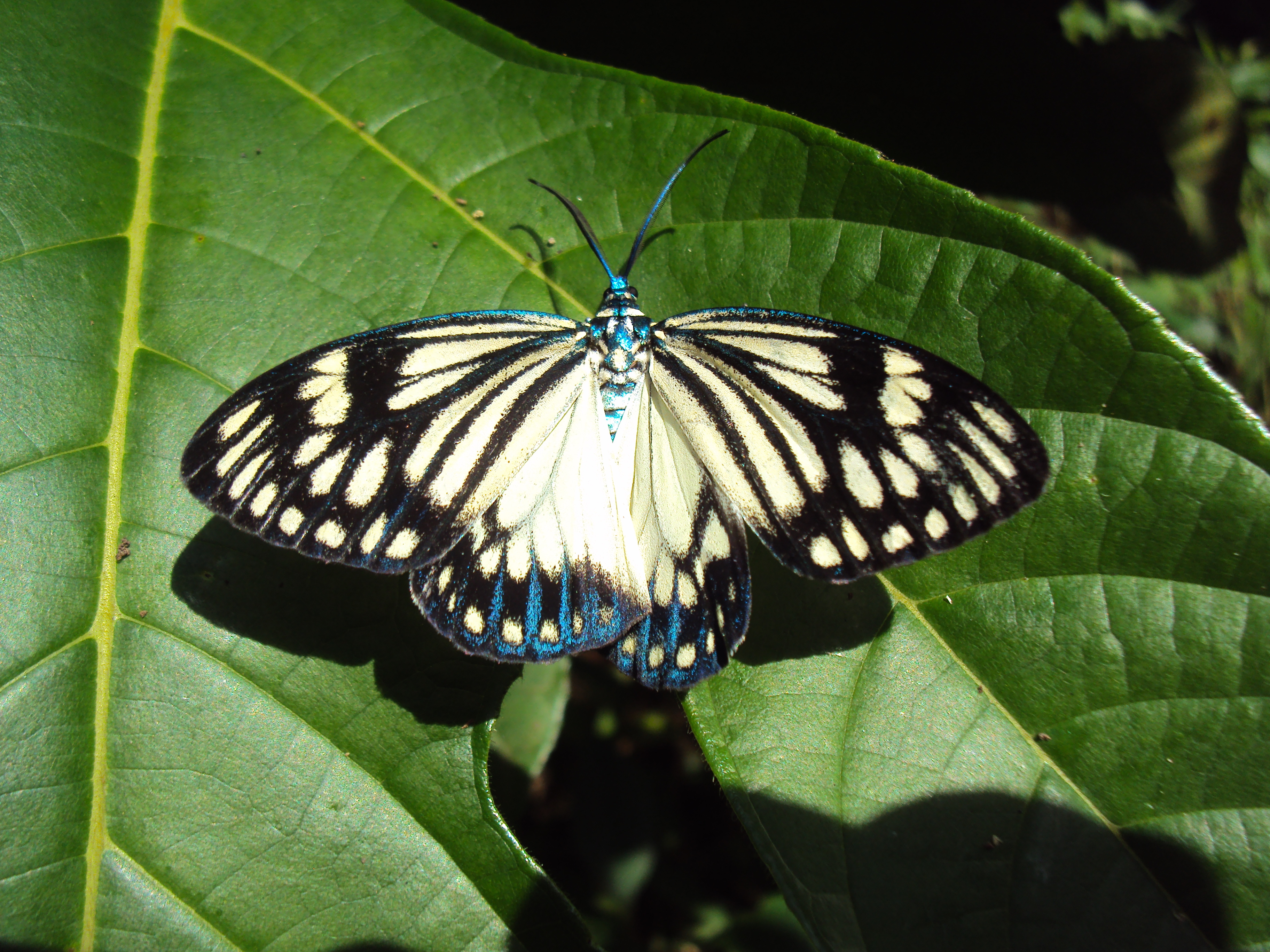
Chalcosiinae Cyclosia papilionaris

## Quelques données biologiques
Les Zygaenidae émettent un liquide cyanuré lorsqu'ils sont attaqués, qui les protège d'une partie de leurs prédateurs potentiels.
En 1987, des biologistes allemands découvrent que l'épithélium des protubérances dorsales présente sur divers segments des larves de Zygaenidae diffère de la structure du reste de l'épiderme, ce qui laisse supposer que ces protubérances sont des glandes qui pourraient produire une sécrétion volatile dont la nature chimique et la fonction étaient alors inconnues.